# Oteana tiare
Oteana tiare är en insektsart som beskrevs av Hoch 2006. Oteana tiare ingår i släktet Oteana och familjen kilstritar. Inga underarter finns listade i Catalogue of Life.